# Grażyna Voss
Grażyna Maria Voss – polska ekonomistka, doktor habilitowany nauk społecznych.

## Życiorys
Jest absolwentką Wydziału Nauk Ekonomicznych i Zarządzania Uniwersytetu Mikołaja Kopernika w Toruniu (1995), w 2006 r. obroniła pracę doktorską pt. Wartości informacyjne zestawienia zmian w skonsolidowanym kapitale własnym, której promotorem był prof. Sławomir Sojak, w 2020 r. habilitowała się na podstawie pracy zatytułowanej Kształtowanie norm etycznych a odpowiedzialność zawodowa księgowych.
Została pracownikiem naukowym w Państwowej Wyższej Szkole Zawodowej we Włocławku, w Wyższej Szkole Bankowej w Toruniu oraz w Politechnice Bydgoskiej im. Jana i Jędrzeja Śniadeckich.
Należy do Rady Dyscypliny Naukowej – Nauk o Zarządzaniu i Jakości PBŚ.